# ولاية الشرق الإمبراطورية
ولاية الشرق الإمبراطورية (باللاتينية: praefectura praetorio Orientis ؛ باليونانية: ἐπαρχότης/ὑπαρχία τῶν πραιτωρίων τῆς ἀνατολῆς) هي إحدى الولايات الإمبراطورية التابعة إلى الإمبراطورية الرومانية الشرقية في فتراتها المتأخرة. تأسست في القرن الرابع، وأصبحت عاصمتها القسطنطينية. كانت هذه الولاية تُعتبر أكبر الولايات الإمبراطورية الأربع المشكلة للإمبراطورية الرومانية، كما كان قائد هذا التقسيم الإداري يُعتبر الرجل الثاني في الشرق بعد الإمبراطور.

## تاريخ
تم تأسيس الولاية بعد وفاة قسطنطين الكبير عام 337، وتقاسم الإمبراطورية بين أبناءه، حيث حكم الشرق ابنه قنسطانطيوس الثاني كحاكم اُطلق عليه بالإنجليزية "praetorian prefect". وقد استمر العمل بهذا التقسيم حتى القرن السابع.

## التقسيم الإداري
كانت هذه الولاية تتبع الإمبراطورية الرومانية الشرقية (البيزنطية)، وكانت تنقسم إلى 5 أبرشيات:
- الأبرشية المشرقية: كان مركزها أنطاكيا.
- أبرشية مصر: كان مركزها الإسكندرية.
- أبرشية آسيا: كان مركزها أفسس.
- أبرشية ثراسيا: كان مركزها بلوفديف.
- أبرشية البنطس: كان مركزها أماصيا.